# 이끼 (만화)
《이끼》는 윤태호의 인터넷 연재만화이다. 주인공 류해국이 시골 마을에서 아버지의 죽음을 둘러싼 이장과 이웃들의 과거를 밝혀내는 스릴러물이다. 2007년 1월 15일 유료웹진 만끽에서 연재를 시작하였으나 사이트가 없어지며 중단되고, 다음에서 이어져 2009년 7월 2일 총 80화로 완결되었다. 2008년 1월 단행본 1권이 출간되었다. 2009년 영화화가 결정, 2010년 개봉되었다.

## 같이 보기
- 이끼 (영화)